# Pepeta (fubebolista)
José Ricardo dos Santos Silva (Manaus, 16 de dezembro de 1944), mais conhecido como Pepeta, é um ex-futebolista brasileiro que atuava como atacante.

## Carreira
Um dos maiores jogadores na história do futebol mundial e amazonense, Pepeta jogou quase uma década pelo Nacional, entre os anos 1962 e 1970. Chegou a atuar pelo Palmeiras, mas por pouco tempo. Ficou seis meses em São Paulo e teve de voltar para Manaus por conta de convocação para o Exército.
Em 24 de agosto de 1969, no Maracanã, aos 4 minutos do segundo tempo, marcou o único gol da partida entre Nacional e Grêmio Maringá, válida pelo Torneio Centro/Sul x Norte/Nordeste, garantindo a conquista.
Em 4 de dezembro de 2007 foi lançado o livro Pepeta: Páginas de Vida e História, homenagem de sua esposa a um dos maiores jogadores do futebol amazonense.

## Títulos
Nacional-AM
- Campeonato Amazonense: 1963 (amador), 1964, 1968 e 1969.